# Linda Dröfn Gunnarsdóttir
En aquest nom islandès, el darrer nom és un patronímic, no pas un cognom. La manera de referir-se a aquesta persona és pel nom de pila.
Linda Dröfn Gunnarsdóttir   () és una executiva islandesa que ha gestionat projectes de desenvolupament que impliquen refugiats, treballs de suport municipal i iniciatives de base europea. Recentment nomenada directora executiva de l'Associació islandesa d'acollida per a dones, que se centra a oferir allotjament a les dones sotmeses a violència a casa seva, s'encarrega de trobar noves instal·lacions especialment dissenyades per ampliar el suport futur. Com a resultat, es va convertir en una de les dones incloses a la llista de 100 dones de la BBC de 2024.

## Educació
Les qualificacions de Linda inclouen una llicenciatura en espanyol per la Universitat d'Islàndia, un màster en estudis europeus per la Universitat d'Aarhus de Dinamarca i una llicenciatura en negocis i finances del programa Open University de la Universitat de Reykjavik. També té un diploma de docent per la Universitat d'Islàndia.

## Carrera
Linda ha adquirit experiència en la gestió de projectes com a resultat de projectes municipals que impliquen refugiats i ocupació al departament d'afers internacionals del comissari de policia. Les publicacions han inclòs el director de projectes de la Fundació Evris del govern islandès, dissenyat per fomentar la col·laboració internacional. A finals de 2022, va ser contractada com a directora temporal a Efling, un important sindicat. També ha estat directora adjunta al Centre d'Informació Multicultural que ajuda els nouvinguts a adaptar-se a la vida a Islàndia.
El juny de 2022, Linda va ser nomenada directora executiva de l'Associació per a Refugis de Dones. Les seves responsabilitats s'estenen als dos centres d'Islàndia, un a Reykjavík i l'altre a Akureyri. L'octubre de 2024, Linda va aconseguir trobar un nou allotjament per al refugi d'Akureyri, assegurant les operacions durant els propers tres anys.
El desembre de 2024, Linda va ser inclosa a la llista de 100 dones de la BBC de 2024. Va explicar que «fa 20 anys, el 64% de les dones que anaven a un centre d'acollida finalment van tornar amb els seus maltractadors, però aquesta xifra es redueix ara a l'11% com a resultat de la millora del suport i dels serveis».